# Jussi Kumpulainen

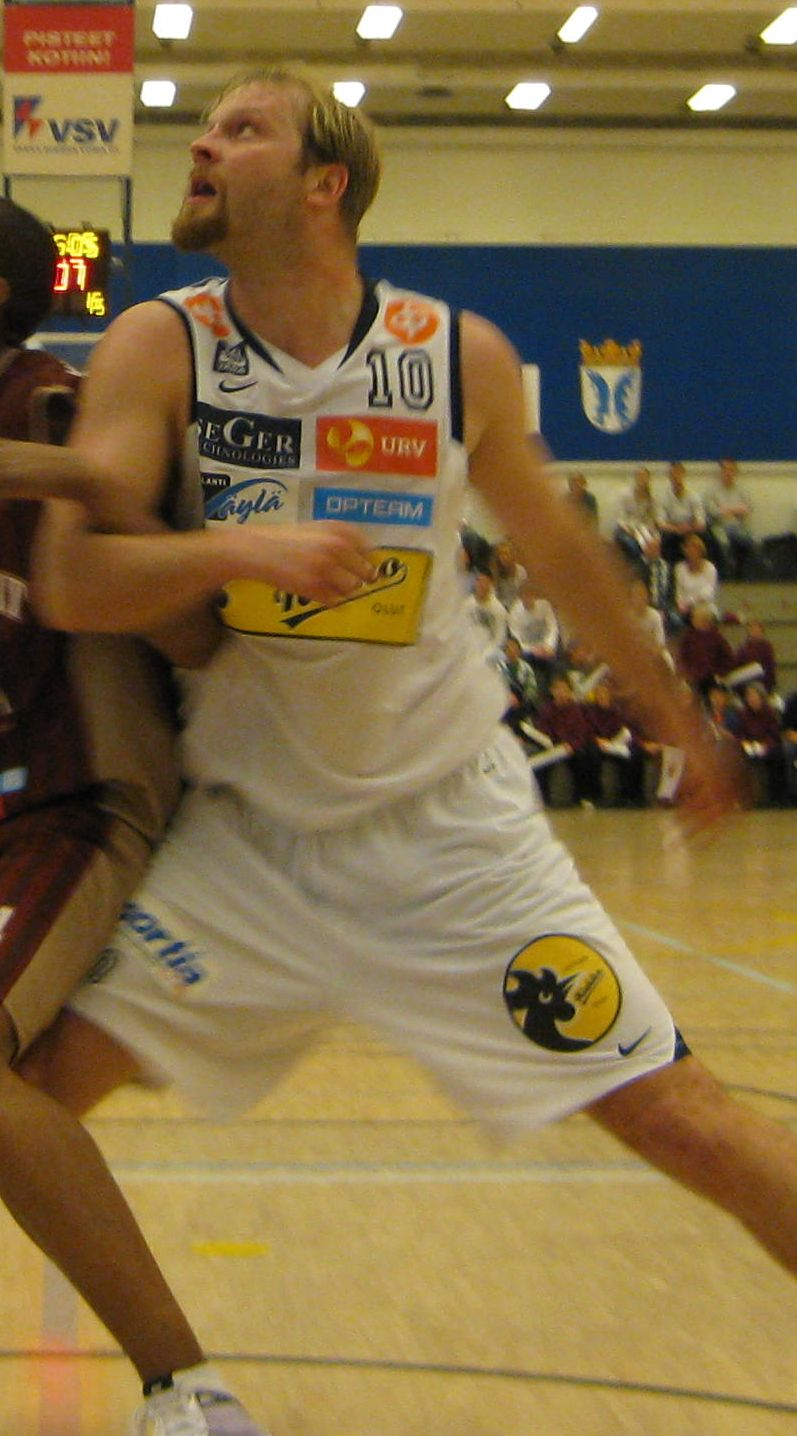
Jussi Kumpulainen (2010)

Jussi Terho Kumpulainen (* 4. September 1976 in Jyväskylä) ist ein ehemaliger finnischer Basketballspieler.

## Laufbahn
Der 2,04 Meter große Innenspieler gab seinen Einstand in der ersten finnischen Liga in der Saison 1995/96 als Mitglied der Mannschaft Kisa Nokia. Von 1996 bis 1998 stand er in derselben Spielklasse bei UU-Korihait unter Vertrag. Dort kam er 1997/98 auf 11,8 Punkte und 8,3 Rebounds je Begegnung.
Kumpulainens erster Verein im Ausland wurde Athlon Ieper in Belgien, dort spielte er zu Saisonbeginn 1998/99 (sieben Einsätze: 2,6 Punkte/Spiel), ehe er im Verlauf der Spielzeit zur BG Hagen in die 2. Bundesliga nach Deutschland ging. In der Sommerpause 1999 wechselte der Finne zum Bundesliga-Aufsteiger SSV Weißenfels. In 26 Einsätzen für Weißenfels erzielte er im Schnitt 4,2 Punkte.
Zur Saison 2000/01 schloss sich Kumpulainen dem deutschen Zweitligisten TSV Quakenbrück an. Im Spieljahr 2001/02 stand er kurzzeitig bei Dafni Athen in Griechenland unter Vertrag. Kumpulainen setzte seine Laufbahn 2002 in Deutschland fort: Nach einem Abstecher zum Zweitligisten ART Düsseldorf, für den er in der Anfangsphase der Saison 2002/03 zwei Ligaspiele bestritt (6 Punkte/Partie), stand er in der zweiten Saisonhälfte in Diensten des Bundesligisten Avitos Gießen. In 21 Bundesliga-Spielen für die Mittelhessen verbuchte der Innenspieler im Durchschnitt 2,8 Punkte.
2003/04 verstärkte der finnische Nationalspieler den österreichischen Bundesligisten WBC Kraftwerk Wels. Anschließend kehrte Kumpulainen in sein Heimatland zurück. Von 2004 bis 2006 stand er bei Lappeenrannan NMKY unter Vertrag, wurde mit der Mannschaft 2005 und 2006 finnischer Meister. Er trug zu diesen Erfolgen in der Saison 2004/05 durchschnittlich 10,5 und 2005/06 11,1 Punkte pro Partie bei.
2006/07 stand er für Torpan Pojat ebenfalls in der höchsten Spielklasse Finnlands auf dem Feld, zum Abschluss seiner Karriere trug Kumpulainen zwischen 2007 und 2011 erneut die Farben von UU-Korihait. In der Saison 2007/08 verbuchte er mit 13,1 Punkten sowie 8,8 Rebounds je Begegnung die besten Werte, die er im Laufe einer Saison in der ersten finnischen Liga erreichte.